# Балонон, Юджин
Юджин Леланд Балонон (англ. Eugene Leland Balonon, род. 21 марта 1957, Сан-Франциско, Калифорния) — американский судья. Бывший судья Высшего суда округа Сакраменто (штат Калифорния, США).

## Ранняя жизнь
Юджин Балонон родился в Сан-Франциско (штат Калифорния). Он окончил Калифорнийский государственный университет в Сакраменто со степенью бакалавра искусств в области уголовного правосудия. Затем он окончил школу права Линкольна в Сакраменто со степенью доктора юриспруденции (J.D.) в 1984 году.

## Карьера
После окончания юридической школы он занимался частной практикой. С 1985 по 1989 год, с 1995 по 1996 год и с 1999 по 2004 год он работал заместителем окружного прокурора в окружной прокуратуре округа Сакраменто. Балонон занимал должность главного заместителя директора Комиссии по лотереям штата Калифорния с 1996 по 1999 год. Он был исполнительным директором Комиссии по контролю за азартными играми штата Калифорния и работал в Управлении планирования уголовного правосудия. Он также работал преподавателем юридического письма в школе права Линкольна в Сакраменто.
Балон был назначен на должность судьи в округе Сакраменто в 2005 году губернатором Арнольдом Шварценеггером. В декабре 2005 года он стал надзорным судьей Суда по семейным делам и делам о пробации. 5 августа 2020 года вышел в отставку.

## Личная жизнь
Балонон женат на Терезе, у них двое детей: Спенсер и Тейлор.